# 虛線捲管螺
虛線捲管螺（学名：Daphnella varicosa）为捲管螺科月桂捲管螺屬下的一个种。